# Reinhard Nissel
Reinhard Nissel (* 15. Juli 1944 in Wehlau/Ostpreußen) ist ein deutscher Jurist, ehemaliger deutscher Politiker der Liberal-Demokratischen Partei Deutschlands (LDPD) und Staatssekretär im Ministerium der Justiz in der Regierung de Maizière.

## Leben
Nach der Grund- und Oberschule in Reichenbach im Vogtland zwischen 1950 und 1962 absolvierte Reinhard Nissel in zwischen 1962 und 1964 Bitterfeld eine Ausbildung zum Chemielaboranten. Im Anschluss arbeitete er bis 1965 im VEB Elektrochemisches Kombinat Bitterfeld. Anschließend studierte er an der Juristischen Fakultät in Leipzig Rechtswissenschaften und schloss das Studium 1970 als Diplomjurist ab. Nissel begann als wissenschaftlicher Assistent und später Oberassistent am Lehrstuhl Zivilrecht an der Akademie für Staats- und Rechtswissenschaft in Potsdam. Im Jahr 1974 wurde er zum Dr. jur. promoviert und 1983 habilitiert. Nissel wurde 1987 zum Hochschuldozenten für Zivilrecht an der Akademie für Staats- und Rechtswissenschaft der DDR berufen. Im Januar 1990 wurde er Prorektor für Aus- und Weiterbildung der Hochschule für Recht und Verwaltung Potsdam.
Schon während des Studiums trat Nissel im Jahre 1966 in die LDPD ein. Nach der Wende wurde er im Februar 1990 auf einem außerordentlichen Parteitag der LDPD in Dresden in den Parteivorstand und danach in das Präsidium der damaligen LDP gewählt. In dieser Funktion war er auch an der Zusammenlegung von LDPD und FDP beteiligt. Für seine Partei nahm er 1990 auch am Zentralen Runden Tisch teil. Während der Zeit der letzten DDR-Regierung unter Ministerpräsident Lothar de Maizière am 2. Mai 1990 wurde Nissel zum Staatssekretär im Ministerium der Justiz berufen und war für die DDR-Regierung mit der juristischen Federführung bei den Verhandlungen zum Einigungsvertrag beauftragt und gehörte ständig der DDR-Verhandlungsdelegation an.
Nach dem 3. Oktober 1990 wurde Nissel Referatsleiter im Bundesministerium der Justiz. Im Jahr 2007 ging er in den Ruhestand. Die FDP hat Nissel im Jahr 1996 verlassen.

## Schriften
- mit Hans Reinwarth: Grundlagen des sozialistischen Zivilrechts der DDR: Lehrmaterial für Studenten der Fachrichtung Staatswissenschaft. Akademie für Staats- und Rechtswissenschaft der DDR, Potsdam 1975.
- mit Hans Reinwarth: Rund ums Wohnen. (= Schriftenreihe Recht in unserer Zeit. Band 4). Staatsverlag der DDR, Berlin 1976.
- Neue Formvorschriften bei Rechtsgeschäften: elektronische Form und Textform im Privatrechtsverkehr; Erläuterungen, Texte, Materialien. Bundesanzeiger-Verlag, Köln 2001, ISBN 3-89817-041-1.
- Das neue Stiftungsrecht: Stiftungen bürgerlichen Rechts. Nomos-Verlags-Gesellschaft, Baden-Baden 2002, ISBN 3-7890-8021-7.